# Amherst (Nebraska)
Amherst es una villa ubicada en el condado de Buffalo, Nebraska, Estados Unidos. Tiene una población estimada, a mediados de 2021, de 200 habitantes.

## Geografía
La localidad está ubicada en las coordenadas 40°50′18″N 99°16′10″O / 40.83833, -99.26944. Según la Oficina del Censo de los Estados Unidos, Amherst tiene una superficie total de 0.57 km², correspondientes en su totalidad a tierra firme.

## Demografía
Según el censo de 2020, en ese momento había 201 personas residiendo en Amherst. La densidad de población era de 352.63 hab./km². El 92.04% de los habitantes eran blancos, el 1.49% eran amerindios, el 1.99% eran de otras razas y el 4.78% eran de una mezcla de razas. Del total de la población, el 4.98% eran hispanos o latinos de cualquier raza.